# کیم جو-سیک
کیم جو-سیک (انگلیسی: Kim Ju-sik؛ زادهٔ ۲۵ سپتامبر ۱۹۹۲) اسکیت‌باز زوجی کره شمالی است. او به همراه شریک اسکیت بازی اش ریوم ته اوک مدال برنزبازی‌های آسیایی ۲۰۱۷و جام تیرول ۲۰۱۶ را برنده شدند. این زوج در بازی های قهرمانی چهار قاره در تایپه در سال ۲۰۱۶ هفتم شدند.